# Pompa orbitronowa
Pompa orbitronowa – rodzaj pompy jonowo-sorpcyjnej z gorącą katodą. W pompie tej znajdują się: tytanowy pręt na potencjale około 4 kV względem katody, umieszczona w specjalnej osłonie termokatoda i obudowa metalowa pompy na potencjale około -70 V względem katody. Elektrony emitowane z katody orbitują wokół tytanowego pręta, jonizując po drodze cząsteczki gazu. Elektrony bombardują pręt tytanowy i grzeją go, co powoduje powstanie par tytanu. Pary te osiadają na obudowie pompy. Wskutek ujemnego potencjału tej obudowy osiadają na nim jony dodatnie, które zamieniają się w molekuły gazu. Molekuły te są „zamurowywane” w naparowującej się warstwie tytanu.
Pompa tego typu została wynaleziona w latach 60 XX wieku. Obecnie jest stosowana rzadko. W Polsce w 1970 zbudowano pompę orbitronową PO2000 o szybkości pompowania 2000 l/s w Przemysłowym Instytucie Elektroniki.